# Nicol Gastaldi
Nicol Gastaldi (* 16. Februar 1990 in Piove di Sacco, Venetien, Italien) ist eine argentinische Skirennläuferin. Sie startet vorwiegend in den technischen Disziplinen Slalom und Riesenslalom. Ihr jüngerer Bruder Sebastiano Gastaldi ist ebenfalls Skirennläufer.

## Biografie
Im Alter von 15 Jahren bestritt Nicol Gastaldi in Argentinien ihre ersten FIS-Rennen und gab zugleich ihr Debüt im South American Cup (SAC). Im Februar 2008 ging sie in Formigal erstmals bei Juniorenweltmeisterschaften an den Start, konnte jedoch kein Ergebnis verbuchen. Zwei Jahre später belegte sie in Les Houches Rang 80 im Riesenslalom. 2009 nahm sie in Val-d’Isère zum ersten Mal an Weltmeisterschaften teil, schied jedoch in beiden technischen Rennen aus. Bei ihren ersten Olympischen Spielen in Vancouver erreichte sie im Riesenslalom Rang 48, im Slalom kam sie nicht ins Ziel.
Im August 2011 gelang ihr im Riesenslalom von San Martín de los Andes ihr erster SAC-Sieg. Bei ihren zweiten Weltmeisterschaften in Schladming startete sie nur im Slalom, schied jedoch abermals aus.
Im September 2013 feierte sie ihren größten internationalen Erfolg, als sie erstmals die Gesamtwertung des South American Cup gewann und damit die jahrelange Dominanz der Schwestern María Belén und Macarena Simari Birkner beendete. Dazu entschied sie mit einem Rennsieg am Cerro Catedral die Slalomwertung für sich. Ihre dritten Weltmeisterschaften in Vail beendete sie mit Rang 57 im Riesenslalom. Zwei Jahre später konnte sie sich in St. Moritz auf Rang 51 verbessern, schied bei ihrem vierten Antritt in einem WM-Slalom jedoch zum vierten Mal aus. Im August 2017 kürte sie sich im Riesenslalom am Cerro Catedral erstmals zur argentinischen Meisterin.
Am 19. Dezember 2017 gab sie im Riesenslalom von Courchevel ihr Weltcup-Debüt. Nach acht Jahren nahm sie wieder an Olympischen Winterspielen teil und steigerte sich im Riesenslalom auf Rang 42. Im Slalom schied sie im ersten Durchgang aus.

## Erfolge

### Olympische Spiele
- Vancouver 2010: 48. Riesenslalom
- Pyeongchang 2018: 42. Riesenslalom

### Weltmeisterschaften
- Vail/Beaver Creek 2015: 57. Riesenslalom
- St. Moritz 2017: 51. Riesenslalom
- Åre 2019: 9. Mannschaftswettbewerb, 44. Riesenslalom

### South American Cup
- Saison 2008: 9. Gesamtwertung, 4. Slalomwertung[A 1]
- Saison 2010: 8. Gesamtwertung, 3. Kombinationswertung, 6. Super-G-Wertung, 8. Riesenslalomwertung
- Saison 2011: 6. Gesamtwertung, 2. Riesenslalomwertung, 7. Slalomwertung
- Saison 2012: 7. Gesamtwertung, 2. Slalomwertung, 4. Riesenslalomwertung
- Saison 2013: 1. Gesamtwertung, 1. Slalomwertung, 6. Riesenslalomwertung
- Saison 2014: 9. Gesamtwertung, 5. Riesenslalomwertung, 5. Slalomwertung, 6. Kombinationswertung
- Saison 2015: 10. Gesamtwertung, 3. Slalomwertung, 6. Riesenslalomwertung
- Saison 2016: 1. Riesenslalomwertung, 8. Slalomwertung
- Saison 2017: 7. Gesamtwertung, 1. Riesenslalomwertung, 4. Slalomwertung, 8. Kombinationswertung
- 18 Podestplätze, davon 4 Siege:

| Datum              | Ort            | Land        | Disziplin    |
| ------------------ | -------------- | ----------- | ------------ |
| 20. August 2011    | Chapelco       | Argentinien | Riesenslalom |
| 13. September 2012 | Cerro Catedral | Argentinien | Slalom       |
| 15. August 2013    | Cerro Catedral | Argentinien | Slalom       |
| 8. August 2017     | Cerro Catedral | Argentinien | Riesenslalom |

1. ↑  Die Rennen des South American Cup werden jährlich im August und September (Südwinter) ausgetragen und bereits der kommenden, internationalen Saison zugerechnet.

### Juniorenweltmeisterschaften
- Mont Blanc 2010: 80. Riesenslalom

### Weitere Erfolge
- 1 argentinischer Meistertitel (Riesenslalom 2017)
- Argentinische Jugendmeisterin im Slalom 2011
- 1 Sieg in einem FIS-Rennen